# Каратай, Артём Юрьевич
Артём Юрьевич Каратай (бел. Арцём Юр'евіч Каратай; род. 24 марта 2004, Ли́да, Гродненская область) — белорусский футболист, вратарь минского «Динамо».

## Карьера

### «Динамо» Минск

#### Аренда в «Островец»
Футболом начал заниматься в лидской ДЮСШ. Первым тренером футболиста был Юрий Владимирович Каратай, который является отцом футболиста. Позже футболист попал в структуру минской академии АБФФ, в которой выступал вплоть до выпуска летом 2021 года. В июле 2021 года футболист присоединился к минскому «Динамо». В минском клубе футболист стал выступать в юношеском первенстве в команде до 18 лет. В июне 2022 года футболист на правах арендного соглашения присоединился к «Островцу». Дебютировал за клуб 2 июля 2022 года в матче против «Орши», выйдя на замену на 87 минуте. Первоначально футболист проводил матчи на скамейке запасных, однако затем последние туры провёл как основной вратарь клуба. По окончании арендного соглашения футболист покинул клуб. По итогу сезона футболист отличился 5 «сухими» матчами.

#### Аренда в «Славию-Мозырь»
В январе 2023 года футболист на правах арендного соглашения присоединился к мозырской «Славии» до конца сезона. Дебютировал за клуб в матче Кубка Беларуси 5 марта 2023 года против «Слуцка». По итогу ответного кубкового матча 12 марта 2023 года вышел в полуфинал Кубка Беларуси, по сумме матчей победив слуцкий клуб. Дебютный матч в рамках Вышей лиги сыграл 9 апреля 2023 года против брестского «Динамо». Попал в символическую сборную Высшей лиги по итогам 3 тура. В апреле 2023 года футболист попал в список самых перспективных игроков до 20 лет, где среди вратарей занял 17 место. По итогу полуфинальных матчей Кубка Беларуси проиграл жодинскому «Торпедо-БелАЗ» и выбыл из розыгрыша турнира. На протяжении всего сезона футболист был основным вратарём клуба, вместе с которым завершил чемпионат на итоговом седьмом месте. В декабре 2023 года футболист покинул клуб по окончании срока аренды.

#### Сезон 2024
Перед началом сезона появилась информация, что минское «Динамо» намерено оставить футболиста, как одного из вратарей основной команды. В январе 2024 года футболист стал готовиться к новому сезону с основной командой динамовцев. Новый сезон футболист начал 2 марта 2024 года с поражения за Суперкубок Беларуси, где в серии пенальти уступили жодинскому «Торпедо-БелАЗ», однако сам футболист остался на скамейке запасных. Дебютировал за клуб футболист 6 марта 2024 года в четвертьфинальном матче Кубка Беларуси против борисовского БАТЭ. Дебютный матч за «Динамо-2» футболист сыграл 18 мая 2024 года против борисовского БАТЭ-2. Вместе с минским клубом футболист отправился на квалификационные матчи Лиги чемпионов УЕФА и Лиги Европы УЕФА, откуда квалифицировались в Лигу конференций УЕФА, однако сам футболист в них участия не принял. Вместе с клубом футболист досрочно стал победителем чемпионата Беларуси.

#### Сезон 2025
Новый сезон футболист начал с победы за Суперкубок Беларуси, где 22 февраля 2025 года победили гродненский «Неман», однако сам футболист остался на скамейке запасных. Затем футболист отправился выступать за вторую команду клуба, также попадая в заявку на матчи основной команды минского «Динамо». Первый матч в сезоне футболист сыграл 29 марта 2025 года за «Динамо-БГУФК» против клуба «Юни Икс Лабс». За динамовский дубль сыграл 8 матчей, после чего в июле 2025 года был отдан в аренду «Динамо» из Бреста. Соглашение рассчитано до окончания сезона-2025.

## Международная карьера
В январе 2020 года футболист получил вызов в юношескую сборную Беларуси до 16 лет. Дебютировал за сборную 30 января 2020 года в матче против Израиля. В мае 2022 года футболист получил вызов на учебно-тренировочный сбор в юношескую сборную Беларуси до 19 лет. Дебютировал за сборную 14 июня 2022 года в товарищеском матче против Узбекистана.
В августе 2023 года футболист получил вызов в молодёжную сборную Беларуси на квалификационные матчи молодёжного чемпионата Европы. Дебютировал за сборную 15 ноября 2023 года в товарищеском матче против сборной России.

## Достижения
«Динамо» Минск
- Чемпион Беларуси: 2024
- Обладатель Суперкубка Беларуси: 2025